# Шевалье д’Эон (аниме)
Chevalier: Le Chevalier D'Eon (яп. シュヴァリエ Шевалье Д'Эон) — японский аниме-сериал, созданный студией Production I.G, основанный на одноимённом романе То Убукаты. Сериал впервые транслировался по японскому телеканалу WOWOW с 19 августа 2006 по 2 февраля 2007 года.. Был лицензирован на территории России компанией Lizzard в 2007 году.. На основе сюжетa сериала была выпущена манга авторства То Убукаты и иллюстрированная Кирико Юмэдзи, которая начала впервые публиковаться в 2005 году. Главный герой истории является реальной и известной исторической личностью — Шевалье д’Эон, который жил в дореволюционной Франции XVIII века, в эпоху правления Людовика XV
Сериал был лицензирован на территории США компанией ADV Films (за $440.000).
Сериал также транслировался на английском языке на территории Юго-Восточной Азии и Индии.. Первая серия демонстрировалась на Международном фестивале Оттава в сентябре 2006 года.

## Сюжет
Действие происходит во Франции XVIII века. В то время, как народ голодает и в стране царит беззаконие, аристократия процветает. Во Франции стоит множество великолепных особняков, устраиваются балы, в то время, как на улицах грязно, ими правят бандитские группировки, а каждое утро полиция находит изуродованные трупы граждан. Но вот однажды жертвой пала аристократка Лия де Бомон, которую выловили рыбаки из реки. Брат убитой — Шевалье Д’Эон, блестящий аристократ и приближенный короля, решает сам лично выследить и уничтожить убийцу. На теле мёртвой женщины убийца оставил зашифрованные знаки, но Шевалье Д’Эон и не подозревает, что в ходе поисков преступника будет втянут в сражение против тайного ордена революционеров, а в помощь главному герою прибудет душа сестры, защищающая брата и тем самым мстя врагам.

## Список персонажей
Д`Эон де Бомон (яп. デオン·ド·ボーモン Дэон до Бо:мон) — главный герой истории; его задачей является сохранение мира во французском обществе. Когда его сестра прибыла мёртвой в гробу с течением Сены в Париж, Д`Эон бросает все свои силы на борьбу против революционеров и оккультистов. Его главная цель — раскрыть тайну смерти сестры. Вскоре в Д`Эона вселяется душа его сестры, которая приходит ему на помощь и одновременно мстит за свою смерть поэтам. После оккультного ритуала Д`Эона становится сосудом для души своей сестры, она может управлять его телом в моменты «Д’Эи» или «Лиона».
Сэйю: Юки Тай
Лия де Бомон (яп. リア·ド·ボーモン Риа до Бо:мон) — старшая сестра Д`Эон де Бомона, которая была убита при загадочных обстоятельствах. Несмотря на то, что при жизни она была заботливой и доброй, после смерти её мстительный дух подталкивает Д`Эона на жестокость и беспощадность, но она появляется в моменты, когда Д’Эону угрожает опасность. Влюблена в Максимилиана Робеспьера. Её дух остаётся с братом Д`Эоном в одном теле до самой смерти.
Сэйю: Риса Мидзуно
Робин (яп. ロビン Робин) — юный паж королевы Франции. Он помогает Д`Эону. Несмотря на свой возраст, он очень изобретателен и серьёзен. Использует пистолет в бою.
Сэйю: Мэгуми Мацумото
Дюран (яп. ヂュラン Дзюран) — он хороший фехтовальщик и лихой человек. Хорошо владеет шпагой. Носит при себе антикварные часы подаренные Максимилианом Робеспьером, хотя они не работают. Не понятно точно, лояльно ли он относится к Д`Эону; вероятно, Дюран помогает ему из-за Лии, которую он всегда любил. Однако потом он привязывается ко всем четырём мушкетёрам и даже дарит Робину свои часы. Остаётся верен Лии до самой своей смерти.
Сэйю: Кэн Нарита
Тейягорий (яп. テラゴリー Тэрагори:) — когда-то обучал Д`Эона и Лию; является уважаемым рыцарем со времён Людовика XIV. Его старинный меч когда-то был вручён ему самим Людовиком, и Тейягорий с тех пор сохранил честь рыцаря. За несколько лет до главных событий потерял единственного сына в войне.
Сэйю: Харуо Сато
Мария Лещинская (яп. マリー Мари:) — королева Франции, жена Луи XV. Она носит при себе говорящий череп по имени Белль. Как правило, тихая и спокойная; позже выясняется, что она может управлять псалмами. Любит своего мужа Луи XV.
Сэйю: Юки Кайда
Маркиза де Помпадур (яп. ポンパドール Помпадо:ру) — знаменитая любовница Людовика XV, она жаждет реформ во Франции. В отличие от Марии, она желает осуществить радикальные реформы. Помпадур имеет целый отдел шпионов, которые докладывают ей о настоящем состоянии в международных делах. Позже выясняется, что Белль является дочерью Помпадур, и она отрубила голову Белль. Позже Максимилиан использует псалмы, чтобы сломать Помпадур шею.
Сэйю Маюми Янагисава
Максимилиан Робеспьер (яп. マクシミリアン・ロベスピエール Макусимириан Робэсупиэ:ру) — поэт, у него особые отношения с Д`Эоном и Лией. Раньше был секретным агентом короля, но восстал против власти незадолго до смерти Лии. Он несколько раз предлагает Дюрану присоединиться к революционерам и преследовать Д`Эона. Когда-то с Лией были любовниками, пока не узнали, что родились от одного отца.
Сэйю: Такахиро Сакураи
Воронцов (яп. ボロンゾフ Борондзофу) — русский шпион, который находится под защитой герцога Орлеанского. Довольно толстый и с длинной бородой, но хороший мечник. Попал во Францию как торговец мехами. Участвовал в заговоре против русской императрицы, но скорбит из-за её смерти.
Сэйю: Кэйити Сонобэ
Анна Рошфор — фрейлина королевы и его величества Огюста, который очень привязан к ней. Влюблена в Д`Эона де Бомона и была его невестой, но они не поженились, так как её убил король Людовик XV.

## Список серий аниме
| #     | Название                                                                       | Режиссёр                             | Сценарий         | Original air date |
| ----- | ------------------------------------------------------------------------------ | ------------------------------------ | ---------------- | ----------------- |
|       |                                                                                |                                      |                  |                   |
| I     | D'Eon∴Lia «Deon∴Ria» (デオン∴リア)                                             | Кадзухиро Фурухаси                   | То Убуката       | 2006-08-19        |
| II    | The Four Musketeers «Yon jūshi» (四銃士)                                       | Хидэё Ямамото                        | Ясуюки Муто      | 2006-08-26        |
| III   | The Sword of Wrath «Hifun no ken» (悲憤の剣)                                   | Койти Хацуми                         | Такэси Мацудзава | 2006-09-02        |
| IV    | Disciple of the Revolution «Kakumei no shinto» (革命の信徒)                    | Сатоси Сага                          | Сётаро Суга      | 2006-09-09        |
| V     | Palais-Royal «Pare rowaiyaru» (パレ·ロワイヤル)                                | Хидэки Ито                           | Ясуюки Муто      | 2006-09-16        |
| VI    | Knights of the King «Ō no kishi» (王の騎士)                                    | Хироюки Камбэ                        | Ясуюки Муто      | 2006-09-23        |
| VII   | Gargoyles «Gāgoiru» (ガーゴイル)                                               | Ицуро Кавасаки                       | Хироаки Дзинно   | 2006-09-30        |
| VIII  | Imperial Audience «Jotei ekken» (女帝謁見)                                     | Хидэё Ямамото                        | Хироаки Дзинно   | 2006-10-07        |
| IX    | The Lovers «Aijin tachi» (愛人たち)                                            | Такаси Кобаяси                       | Сётаро Суга      | 2006-10-14        |
| X     | The Psalms of the Royal Family «Ōke no shi» (王家の詩)                         | Хидэки Ито                           | Ясуюки Муто      | 2006-10-21        |
| XI    | The Rain on St. Petersburg «Seito no ame» (聖都の雨)                           | Койти Хацуми                         | Такэси Мацудзава | 2006-10-28        |
| XII   | Rest Peacefully in Your Homeland «Sokoku ni nemure» (祖国に眠れ)               | Хироюки Камбэ                        | Ясуюки Муто      | 2006-11-04        |
| XIII  | Omen «Kizashi» (兆し)                                                          | Дайдзэн Комацуда                     | Такэси Мацудзава | 2006-11-18        |
| XIV   | Le Porte-Documents de Robert Wood «Robāto Uddo no kaban» (ロバート·ウッドの鞄) | Синсукэ Тэрасава                     | Сётаро Суга      | 2006-11-25        |
| XV    | The Last Secret Order «Saigo no mitsumei» (最後の密命)                         | Хидэки Ито                           | Ясуюки Муто      | 2006-12-09        |
| XVI   | The Whereabouts of the Soul «Tamashii no yukue» (魂の行方)                     | Хидэё Ямамото                        | Ясуюки Муто      | 2006-12-16        |
| XVII  | Medmenham Abbey «Medomenamu no chi» (メドメナムの地)                           | Ицуро Кавасаки                       | Ясуюки Муто      | 2006-12-23        |
| XVIII | The New World «Shin sekai» (新世界)                                            | Наоёси Сиотани                       | Сётаро Суга      | 2007-01-06        |
| XIX   | Until It's Colored in Crimson «Kurenai ni somuru made» (紅に染むるまで)        | Кадзухиро Фурухаси , Хиро Кабураки   | Ясуюки Муто      | 2007-01-13        |
| XX    | Ready to Die For... «Junzuru mono to» (殉ずるものと)                           | Хидэки Ито                           | Ясуюки Муто      | 2007-01-27        |
| XXI   | The Price of Honor «Meiyo no daishō» (名誉の代償)                              | Тэцуя Асано                          | Сётаро Суга      | 2007-02-03        |
| XXII  | NQM «NQM»                                                                      | Койти Хацуми                         | Ясуюки Муто      | 2007-02-10        |
| XXIII | Out of the Deepest Love «Saiai naru - yue ni» (最愛なる-ゆえに)                | Ицуро Кавасаки                       | То Убуката       | 2007-02-17        |
| XXIV  | The Word «Kotoba ariki» (言葉ありき)                                           | Кадзухиро Фурухаси , Хироси Кабураги | То Убуката       | 2007-02-24        |

## Критика
Сериал был высоко оценён критиками благодаря особой анимации и дизайнерскому искусству. Таша Бибинсон, представитель журнала Sci Fi Weekly похвалила особый дизайн сериала, однако лица при просмотре кажутся слишком плоскими, взгляд пустой и в результате обращаешь внимания больше на их костюмы." Терон Мартин, представитель сайта Anime News Network сказал, что его впечатлил слегка шероховатый меняющийся фон а также эффект выстрелов, созданный графикой CG и поэтому по качеству сериал может соперничать с лучшими работами студии Gonzo, также очень качественно проработаны сцены при сражение на мечах и уделяется много внимания незначительным деталям, что даёт особый эффект реалистичности. И в общей перспективе сериал имеет меньше недостатков, чем преимуществ. Крис Беверидж из Mania.com также поражён качеством детальной прорисовки и по его мнению некоторые сцены просто здорово смотреть. Бретт Роджерс, представитель журнала Frames Per Second, также отметил восхитительное качество графики, а также особое оформление, благодаря которому зритель может окунуться в мир рококо и готики Франции XVIII века. Однако переходы между эффектами бывают порой грубыми.
Сюжетная же линия сериала получила неоднозначную критику. Так Робинсон отметила, что практически вся сюжетная линия остаётся плоской, отметив, что всё решилось слишком быстро и с малым эффектом. Она сравнила Le Chevalier D’Eon с работой студии Gonzo — Gankutsuou, описывая оба сериала, где сюжет сильно затягивает, но быстро начинает сбивать с толку зрителя. Мартин оценил сюжетную линию сериала, назвав её верным ключом к настоящему качеству сериала.